# Billboard PREMIUM Plus
『Billboard PREMIUM Plus』（ビルボード・プレミアムプラス）は、2010年4月3日からFM COCOLOで放送されているラジオ番組。Billboard JAPAN提供。

## 概要
ビルボードライブ大阪で開催されるライブイベント情報や出演アーティストを中心に紹介する。また、同ライブハウスで実際に開催された公演を収録した音源を随時オンエアするほか、Billboardのチャートや最新の音楽情報についても紹介する。

## 放送時間
| 放送期間                      | 放送時間              |
| ----------------------------- | --------------------- |
| 2010年4月3日 - 2012年3月31日  | 土曜日 20:00 - 22:00  |
| 2012年4月7日 - 2014年3月29日  | 土曜日 21:00 - 22:00  |
| 2014年4月5日 - 2015年9月26日  | 土曜日 20:00 - 21:00  |
| 2015年10月2日 - 2019年9月27日 | 金曜日 23:00 - 翌0:00 |
| 2019年10月4日 - 2024年3月29日 | 金曜日 22:00 - 23:00  |
| 2024年4月6日 - 2025年3月29日  | 土曜日 23:00 - 翌0:00 |
| 2025年4月4日 -                | 金曜日 20:00 - 21:00  |

## DJ
- 八木早希（2019年10月4日 - ）

### 過去のDJ
- キヨミ（2010年4月3日 - 2019年9月27日）